# Calciosome
Le calciosome est un type particulier de réticulum endoplasmique lisse qui est rempli de calcium. Sa membrane est riche en pompe à calcium qui transporte activement le calcium depuis le cytoplasme vers la lumière du calciosome.
Le calciosome participe à la régulation de la concentration en 'calcium intracellulaire ([Ca2+]i) qui est un second messager essentiel à la transduction de message dans la cellule. En condition de "repos", le pompage du calcium par le calciosome maintient le [Ca2+]i a un faible niveau (entre 10-4 et 10-5 mmol/l). L'ouverture de canaux calcium dans la membrane du calciosome à la suite d'une excitation (potentiel d'action dans les myocytes, IP3…) augmente brutalement le [Ca2+]i, ce qui entraîne une cascade de réactions (contraction musculaire, synthèse de protéine…)
Les calciosomes présents dans les cellules musculaires sont aussi appelés réticulum sarcoplasmiques.